# Aechmea iguana
Espèce
Classification phylogénétique
Aechmea iguana est une espèce de plantes à fleurs de la famille des Bromeliaceae, endémique du Guatemala.

## Distribution
L'espèce est endémique du Guatemala.

## Description
L'espèce est épiphyte.